# بتو-لووآر

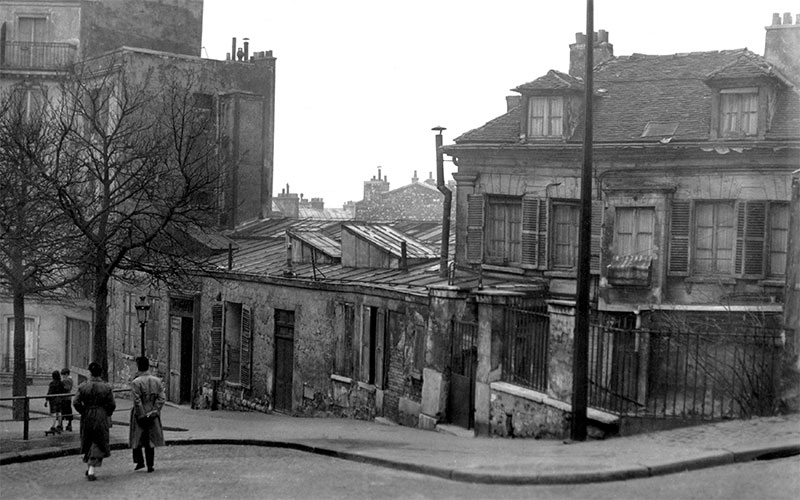
بتو-لووآر، حوالی سال ۱۹۱۰

بتو-لووآر (به فرانسوی: Bateau-Lavoir)، («قایق رختشور خانه») لقب یک ساختمان در منطقه مون‌مارتر در منطقه ۱۸ پاریس است که در تاریخ هنر به عنوان اقامتگاه و محل ملاقات گروهی از هنرمندان برجسته اوایل قرن بیستم، ادیبان، جمعیت تئاتر و دلالان هنر است.
در ماه مه ۱۹۷۰ آتش‌سوزی بیشتر ساختمان را ویران کرد و فقط نما باقی ماند، اما در سال ۱۹۷۸ کاملاً بازسازی شد.

## تاریخچه

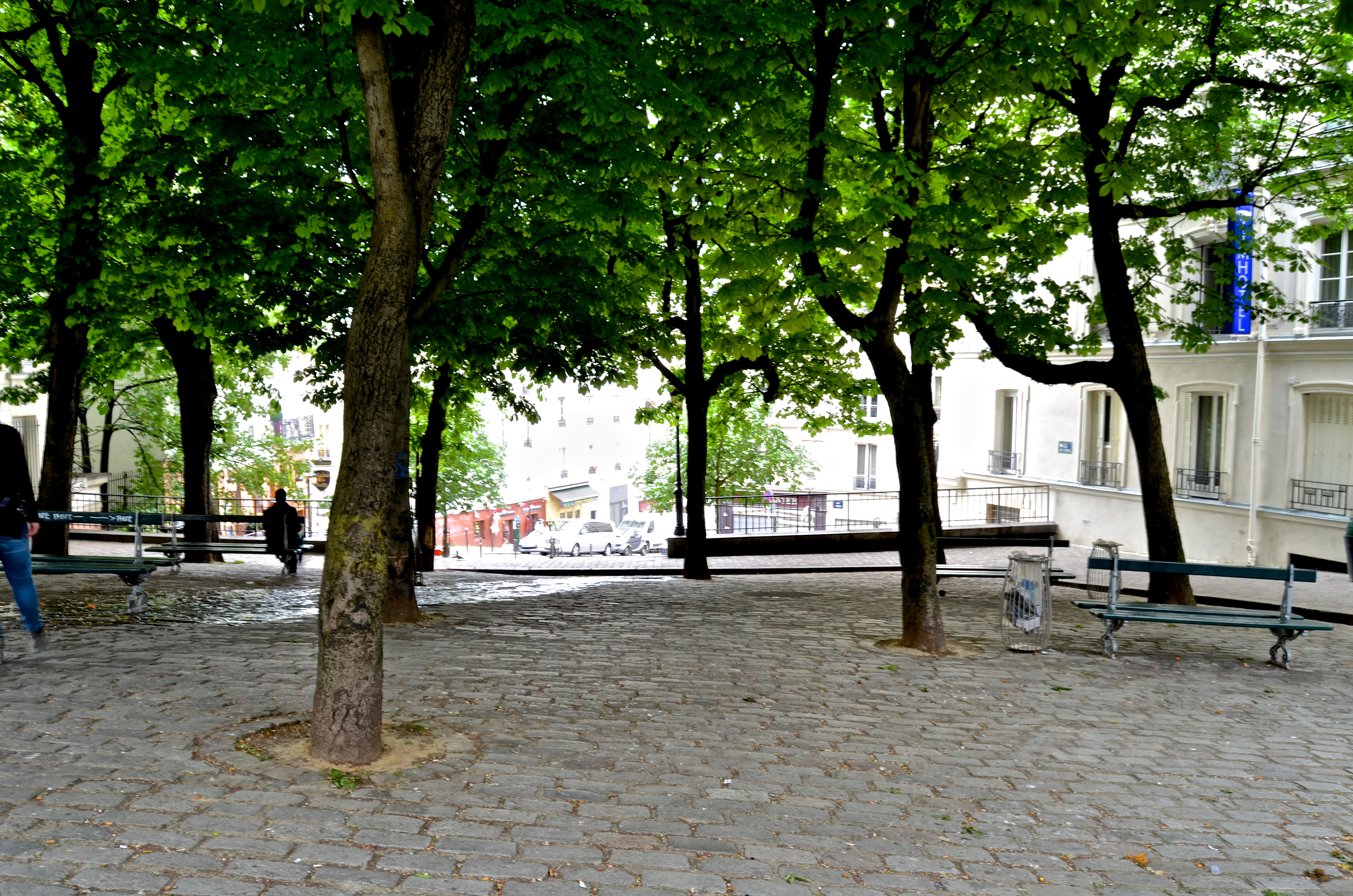
پاتوق امیل گودو در منطقه ۱۸ پاریس

نام «بتو-لووآر» توسط شاعر فرانسوی ماکس ژاکوب ابداع شده‌است. این ساختمان تاریک و کثیف بود و تقریباً به نظر می‌رسید کومه ای قراضه است نه یک مسکن. روزهای طوفانی، نوسان و غژغژ کردن ساختمان یادآور قایق‌های شستشو در رودخانه سن برای مردم بود و از این جهت این نام را بر روی آن نهاد.
این ساختمان روی یک میدان کوچک سنگفرش قرار دارد که به Place Ravignan معروف بود. در سال ۱۹۱۱، مجدداً پاتوق امیل گودو (۱۹۰۶–۱۸۴۹) رمان‌نویس، شاعر و روزنامه‌نگار محبوب بود که باشگاه ادبی مشهور لزیدروپت را تأسیس کرد. این میدان اکنون دارای یک فواره والاس است و با درختان شاه بلوط اسبی مزین شده‌است.

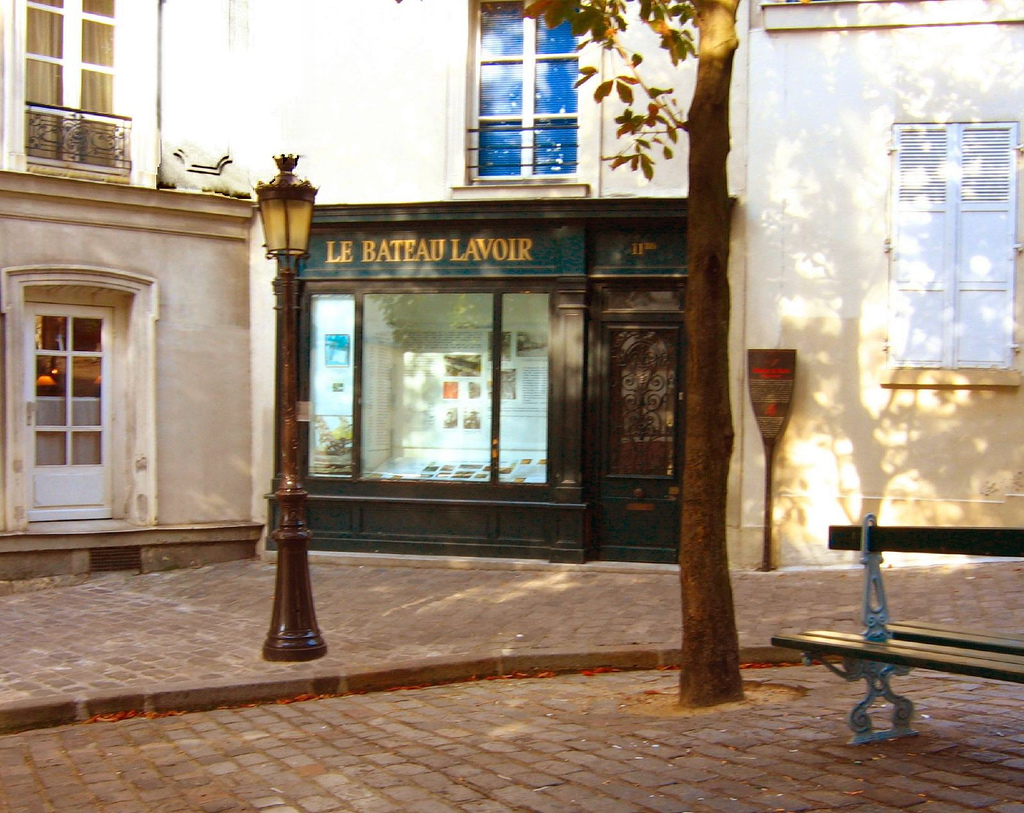
بتو-لووآر ۲۰۰۵

## ساکنان برجسته
- گیوم آپولینر
- ژرژ براک
- کیس فان دنگن
- خوان گریس
- اگوست هربن
- ماکس ژاکوب
- پیر مک اورلان
- فرناند الیویه
- پابلو پیکاسو
- آگوستا پرتینگر
- پیر روردی
- آندره سالمون
- آردنگو سوفیچی

## وقایع قابل توجه

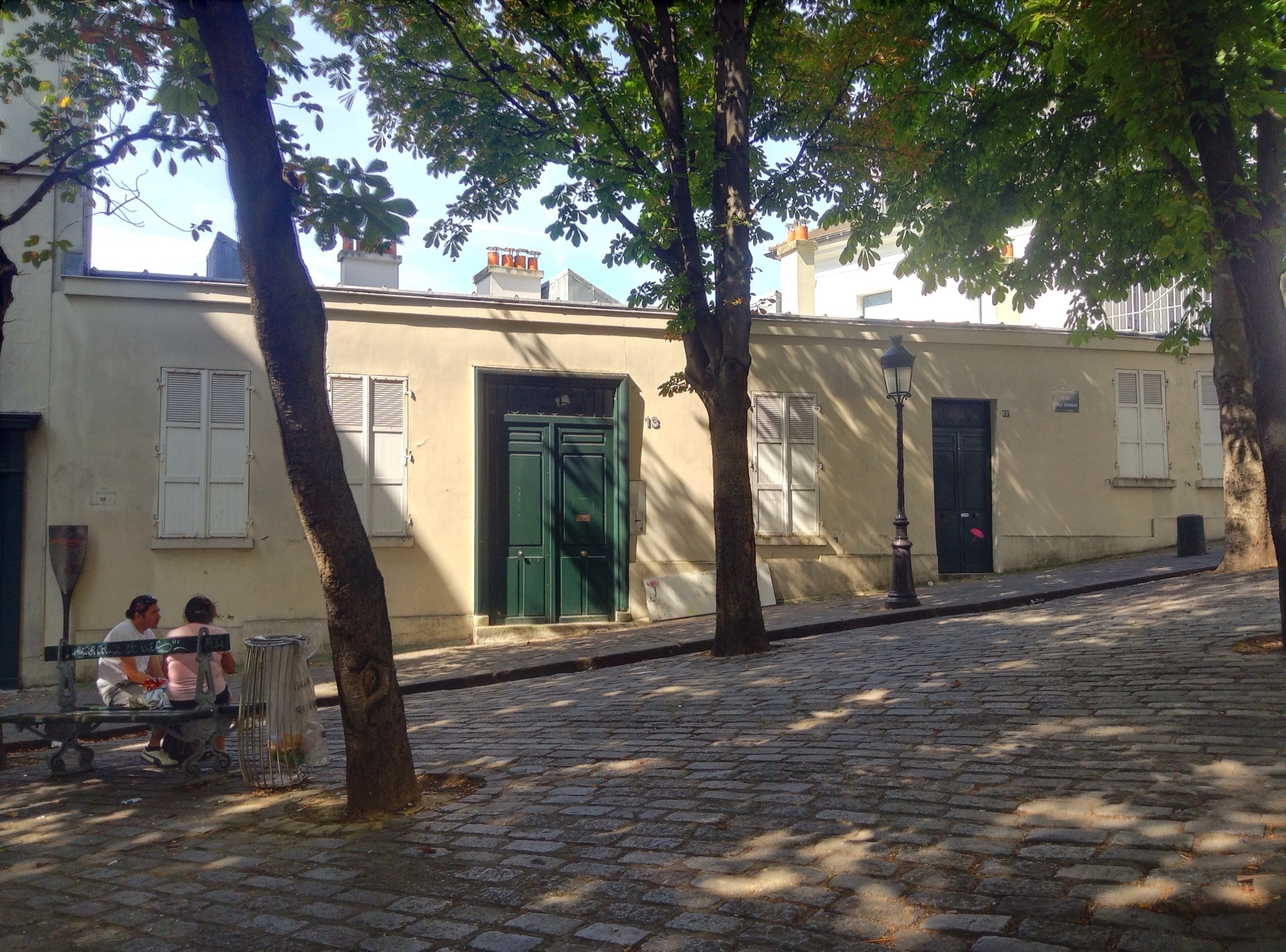
این ساختمان که در حال حاضر در موقعیت بتو-لووآر بازسازی شده‌است

در سال ۱۹۰۸، ضیافت جشن برای هنری روسو در استودیوی پیکاسو در بتو-لووآر برگزار شد.
مطابق خاطرات دخترش، ژان، یک شب، آمادئو مودیلیانی تعدادی از نقاشی‌های دوستش را در حالی که در یک عصبانیت الکلی در بتو-لووآر قرار داشت، از بین برد.

## در فرهنگ عامه
بتو-لووآر یک نمایش برجسته است که در ۲۰۱۸ دوران نابغه به زندگی و هنر پابلو پیکاسو می‌پردازد.
همچنین در فیلم اریک رومر سال ۱۹۹۵ به نام قرار ملاقات‌های پاریس به نمایش درآمده است.